# 2008 w literaturze
Wydarzenia literackie w 2008 roku.

## Wydarzenia
- Od 15 do 18 maja w Pałacu Kultury i Nauki w Warszawie odbyły się 53. Międzynarodowe Targi Książki. Gościem honorowym targów był Izrael[1].

## Proza beletrystyczna i literatura faktu

### Język polski

#### Pierwsze wydania
- Anna Brzezińska, Grzegorz Wiśniewski – Na ziemi niczyjej (Runa)[2]
- Jacek Dehnel – Balzakiana (W.A.B.)[3]
- Eugeniusz Dębski – Hell-P (Runa)[4]
- Ryszard Kapuściński – Dałem głos ubogim (Znak)[5]
- Mariusz Kaszyński
  - Rytuał (Runa)[6]
  - Skarb w glinianym naczyniu (Runa)[7]
- Tadeusz Konwicki – Wiatr i pył (Czytelnik)[8]
- Maja Lidia Kossakowska – Żarna niebios (Fabryka Słów)
- Michał Krzywicki – Plagi tej ziemi (Runa)[9]
- Waldemar Łysiak – Lider (Nobilis)[10]
- Mateusz Marczewski – Niewidzialni (Wydawnictwo Czarne)[11]
- Marek Nowakowski
  - Nekropolis 2 (Świat Książki)
  - Psie Głowy (Prószyński i S-ka)
- Ewa Maria Ostrowska – Ja, pani woźna (Skrzat)[12]
- Magda Parus – Wilcze dziedzictwo: Przeznaczona (Runa)
- Maria Peszek – Bezwstydnik (Kayah Production & Publishing)
- Jerzy Pilch – Marsz Polonia (Świat Książki)
- Krzysztof Piskorski – Zadra, tom 1 (Runa)
- Adam Przechrzta – Pierwszy krok (Fabryka Słów)
- Sławomir Shuty – Ruchy (W.A.B.)
- Stanisław Srokowski – Samotność (Prószyński i S-ka)
- Andrzej Sulikowski – Album spotkań z księdzem Janem Twardowskim (Wydawnictwo Archidiecezji Lubelskiej GAUDIUM)
- Jerzy Szymik – Teologia. Rozmowa o Bogu i człowieku
- Anna Świderkówna – Niejedno imię miłości. Ostatni wywiad (Oficyna wydawniczo-Poligraficzna „Adam”)
- Jakub Żulczyk – Radio Armageddon

#### Tłumaczenia
- Cecelia Ahern – Gdybyś mnie teraz zobaczył, przeł. Joanna Grabarek (Świat Książki)
- Mitch Albom – Jeszcze jeden dzień, przeł. Dominika Lewandowska (Świat Książki)
- Majgull Axelsson – Ta, którą nigdy nie byłam, przeł. Katarzyna Tubylewicz (W.A.B.)[13]
- Gordon Dahlquist – Szklane księgi porywaczy snów (The Glass Books of the Dream Eaters), przeł. Zbigniew A. Królicki (Wydawnictwo Albatros)[14]
- Elina Hirvonen – Przypomnij sobie (Että hän muistaisi saman), przeł. Iwona Kosmowska (W.A.B.)[15]
- Květa Legátová – Hanulka Jozy (Jozova Hanule)
- Stephenie Meyer – Intruz, przeł. Łukasz Witczak
- Mari Okazaki – Suppli (サプリ) – Tom 3, 4, 5 i 6
- Amos Oz – Przygoda w Jerozolimie (Soumchi), wyd. Jacek Santorski & Co.
- Gregory David Roberts – Shantaram, przeł. Maciejka Mazan (Świat Książki)[16]
- Carlos Ruiz Zafón – Gra anioła (El Juego del Ángel)
- Josef Škvorecký – Przypadki inżyniera ludzkich dusz (Příběh inženýra lidských duší), przeł. Andrzej S. Jagodziński
- Miklós Vámos – Księga ojców (Apák könyve), przeł. Elżbieta Sobolewska (Wydawnictwo Albatros)[17]

### Pozostałe języki
- Cecelia Ahern
  - Dziękuję za wspomnienia (Thanks For The Memories)
  - Podarunek (The gift)
- Michal Ajvaz – Podróż na południe (Cesta na jih)
- Majgull Axelsson – Lód i woda, woda i lód (Is och vatten, vatten och is)[18]
- Philipp Freiherr von Boeselager – Walkiria: Chcieliśmy zabić Hitlera (Librairie Académique Perrin)
- Peter V. Brett – Malowany człowiek (The Painted Man)
- Władimir Britaniszski – Wyjście w przestrzeń (Выход в пространство)
- Michael Grant – GONE: Zniknęli – Tom 1
- John Grisham – Apelacja (The Appeal)
- Stephen King – Ręka mistrza (Duma Key)
- Dennis Lehane – The Given Day
- Stephenie Meyer
  - Intruz (The Host)
  - Przed świtem (Breaking Dawn)
- Mari Okazaki – Suppli (サプリ) – Tom 7
- Christopher Paolini – Brisingr
- Carlos Ruiz Zafón – Gra anioła (El Juego del Ángel)
- David Sheff – Beautiful Boy: A Father's Journey Through His Son's Crystal Meth Addiction
- Nguyễn Văn Thái – Pan Tadeusz

## Wywiady

### Język polski

#### Pierwsze wydania
- Władysław Bartoszewski – ...mimo wszystko. Wywiadu rzeki księga druga (Świat Książki)

## Dzienniki, autobiografie, pamiętniki

### Język polski
- Ryszard Matuszewski – Wisławy Szymborskiej dary przyjaźni i dowcipu (Oficyna Wydawnicza „AURIGA”)
- Lech Wałęsa – Droga do prawdy. Autobiografia (Świat Książki)
- Jacek Woźniakowski – Ze wspomnień szczęściarza (Znak)[19]

## Eseje, szkice i felietony

### Język polski
- Krzysztof Azarewicz – Czerń dla ślepców
- Zbigniew Brzeziński – Druga szansa (Świat Książki)
- Andrzej Dobosz – Ogrody i śmietniki (Biblioteka „Więzi”)

## Poezja

### Język polski

#### Pierwsze wydania
- Kazimierz Brakoniecki – Glosolalie („Pogranicze”, Sejny)
- Ryszard Kapuściński – Wiersze zebrane (Agora SA)
- Krzysztof Karasek – Autostrady i konie (Czytelnik)
- Ludwik Jerzy Kern – Litery cztery. Wiersze prawie wszystkie (Wydawnictwo Literackie)
- Krzysztof Koehler – Porwanie Europy (Towarzystwo Przyjaciół Sopotu, Sopot)
- Jarosław Lipszyc (red.) –  Mnemotechniki
- Czesław Miłosz – Wiersze i ćwiczenia (Świat Książki)
- Eugeniusz Tkaczyszyn-Dycki – Piosenka o zależnościach i uzależnieniach (Biuro Literackie)

#### Antologie dzieł tłumaczonych
- Leszek Engelking – Maść przeciw poezji. Przekłady z poezji czeskiej (Biuro Literackie)

## Prace naukowe i biografie

### Język polski

#### Pierwsze wydania
- Witold Bereś, Krzysztof Burnetko – Marek Edelman: życie. Po prostu (Świat Książki)[20]
- Jolanta Dudek – Granice wyobraźni, granice słowa : studia z literatury porównawczej XX wieku (Wydawnictwo Uniwersytetu Jagiellońskiego)[21]
- Izabella Malej – Eros w symbolizmie rosyjskim (Wydawnictwo Uniwersytetu Wrocławskiego)
- Beata Śniecikowska – „Nuż w uhu"? Koncepcje dźwięku w poezji polskiego futuryzmu (Fundacja na rzecz Nauki Polskiej)
- Krzysztof Tomasik – Homobiografie
- Mariusz Urbanek – Waldorff. Ostatni baron Peerelu (Iskry)

## Zmarli
- 2 stycznia
  - George MacDonald Fraser, brytyjski pisarz (ur. 1925)
  - Anna Kłodzińska, polska pisarka (ur. 1915)
- 4 stycznia – Stig Claesson, szwedzki pisarz i ilustrator (ur. 1928)
- 14 stycznia – Wojciech Adamiecki, polski reportażysta, dyplomata (ur. 1934)
- 29 stycznia – Margaret Truman, amerykańska pisarka (ur. 1924)
- 30 stycznia – Erik Otto Larsen, duński pisarz i malarz (ur. 1931)
- 8 lutego – Eva Dahlbeck, szwedzka aktorka i pisarka (ur. 1920)
- 18 lutego – Alain Robbe-Grillet, francuski powieściopisarz, eseista (ur. 1922)
- 22 lutego – Stephen Marlowe, amerykański pisarz (ur. 1928)
- 27 lutego
  - Mira Alečković, serbska poetka i powieściopisarka (ur. 1924)
  - William F. Buckley Jr., amerykański publicysta, wydawca i pisarz (ur. 1925)
- 28 lutego
  - Aharon Amir, izraelski pisarz, poeta, tłumacz i wydawca (ur. 1923)
  - Janina Z. Klawe, polska tłumaczka literatury pięknej, historyk literatury portugalskiej i brazylijskiej (ur. 1921)
- 29 lutego – Janet Kagan, amerykańska pisarka fantastyki (ur. 1946)
- 19 marca
  - Arthur C. Clarke, brytyjski prozaik, pisarz fantastycznonaukowy (ur. 1917)
  - Hugo Claus, belgijski flamandzki pisarz, poeta, dramaturg, tworzący w języku niderlandzkim (ur. 1929)
- 23 marca – Alina Margolis-Edelman, polska publicystka i autorka wspomnień z okresu pobytu w getcie warszawskim (ur. 1922)
- 26 marca – Freidoune Sahebjam, francuski pisarz i dziennikarz (ur. 1933)
- 16 kwietnia – Przemysław Burchard, polski reportażysta, prozaik, podróżnik i wydawca (ur. 1925)
- 17 kwietnia – Aimé Césaire, afrokaraibsko-francuski pisarz i polityk (ur. 1913)
- 21 kwietnia – Stanisław Makowski, polski filolog, wykładowca, autor książek poświęconych literaturze polskiego romantyzmu (ur. 1931)
- 19 maja – Rimma Kazakowa, rosyjska poetka (ur. 1932)
- 24 maja – Jens Rosing, duński pisarz i ilustrator (ur. 1925)
- 29 maja – Paula Gunn Allen, amerykańska poetka, pisarka, eseistka i krytyk literacki (ur. 1939)
- 5 czerwca – Eugenio Montejo, wenezuelski poeta (ur. 1938)
- 6 czerwca – Tadeusz Kwiatkowski-Cugow, polski poeta, prozaik, eseista i satyryk (ur. 1940)
- 9 czerwca – Algis Budrys, amerykański pisarz, wydawca i krytyk fantastyki naukowej pochodzenia litewskiego (ur. 1931)
- 10 czerwca
  - Czingiz Ajtmatow, kirgiski pisarz, tworzący po kirgisku i rosyjsku (ur. 1928)
  - Ljuben Diłow, bułgarski pisarz science fiction (ur. 1927)
- 11 czerwca – James Reaney, kanadyjski pisarz (ur. 1926)
- 29 czerwca – Anka Kowalska, polska poetka i prozaiczka (ur. 1932)
- 4 lipca – Thomas M. Disch, amerykański pisarz, poeta i krytyk (ur. 1940)
- 11 lipca – Anatolij Pristawkin, rosyjski pisarz (ur. 1931)
- 18 lipca – Wojciech Skalmowski, polski literaturoznawca, eseista, pisarz, publicysta, krytyk literacki (ur. 1933)
- 2 sierpnia – Fujio Akatsuka, pierwszy twórca mang komiksowych (ur. 1935)
- 3 sierpnia – Aleksandr Sołżenicyn, rosyjski pisarz, noblista (ur. 1918)
- 9 sierpnia – Mahmud Darwisz, palestyński poeta i prozaik (ur. 1941)
- 16 sierpnia – Anna Świderkówna, polska historyk literatury, filolog klasyczny, biblistka, tłumaczka (ur. 1925)
- 18 sierpnia – Anna Markowa, polska pisarka, poetka, felietonistka (ur. 1932)
- 10 września – Jurij Pokalczuk, ukraiński pisarz, tłumacz, filolog (ur. 1941)
- 12 września – David Foster Wallace, pisarz amerykański (ur. 1962)
- 28 września – Adolf Branald, czeski pisarz (ur. 1910)
- 6 października – Paavo Haavikko, fiński poeta i dramaturg (ur. 1931)
- 14 października – Barrington John Bayley, angielski pisarz s-f (ur. 1937)
- 15 października – Fazıl Hüsnü Dağlarca, turecki poeta (ur. 1914)
- 29 października – William Wharton, amerykański pisarz (ur. 1925)
- 4 listopada – Michael Crichton, amerykański pisarz, reżyser, scenarzysta, producent filmowy (ur. 1942)
- 9 listopada – Andrzej Braun, polski prozaik, reportażysta, poeta (ur. 1923)
- 13 listopada – Stanisława Grabska, teolog, publicystka, autorka książek eseistycznych z zakresu teologii (ur. 1922)
- 15 listopada – Janusz Christa, polski autor komiksów (ur. 1934)
- 25 listopada – William Gibson, amerykański poeta i dramaturg (ur. 1914)
- 4 grudnia – Forrest J Ackerman, amerykański pisarz i popularyzator fantastyki naukowej (ur. 1916)
- 10 grudnia – Vytautas Petkevičius, litewski pisarz (ur. 1930)
- 15 grudnia – Anne-Catharina Vestly, norweska pisarka (ur. 1920)
- 24 grudnia – Harold Pinter, angielski dramaturg, pisarz, noblista (ur. 1930)
- 25 grudnia – Leo Frankowski, amerykański pisarz polskiego pochodzenia (ur. 1943)
- 31 grudnia – Donald Edwin Westlake, amerykański pisarz i scenarzysta (ur. 1933)
- Sara Szabes, izraelska poetka tworząca w jidysz (ur. 1913)

## Nagrody
- Nagroda Nobla – Jean-Marie Gustave Le Clézio
- Nagroda Kościelskich – Jacek Dukaj
- Nagroda Nike – Olga Tokarczuk za książkę Bieguni
- Nagroda Literacka im. Józefa Mackiewicza – Jarosław Marek Rymkiewicz za książkę Wieszanie
- Nagroda Vilenica – Andrzej Stasiuk
- Nagroda Goncourtów – Atiq Rahimi za powieść Kamień cierpliwości
- Nagroda Bookera – Aravind Adiga za książkę Biały tygrys
- Nagroda Franza Kafki – Arnošt Lustig
- Nagroda Vilenica – Andrzej Stasiuk
- Nagroda Cervantesa – Juan Marsé